# Drosophila sobrina
Drosophila sobrina är en tvåvingeart i släktet Drosophila som finns på ön Oahu, en av Hawaiiöarna.

## Taxonomi och släktskap
Drosophila sobrina beskrevs av Elmo Hardy och Kenneth Y. Kaneshiro 1971. Arten ingår i släktet Drosophila, undersläktet Hawaiian Drosophila, artgruppen Drosophila grimshawi och artundergruppen Drosophila orphnopeza.

## Utseende
Kroppslängden för D. sobrina är 3,5-3,7 mm och vingspannet är 3,5-3,7 mm. Arten liknar Drosophila limitata men har tydligt annorlunda mönster på vingarna. Honornas och hannarnas utseende skiljer sig inte.

## Utbredning
Artens utbredningsområde är ön Oahu som är en av Hawaiiöarna. Holotypen och allotypen samlades in vid Lulumahu Falls och förvaras vid Bishop Museum i Hawaii.